# أوسكار هيرمان
أوسكار هيرمان (بالكرواتية: Oskar Herman)‏ هو رسام كرواتي، ولد في 17 مارس 1886 في زغرب في كرواتيا، وتوفي بنفس المكان في 18 يناير 1974.